# Bevakningsföretag

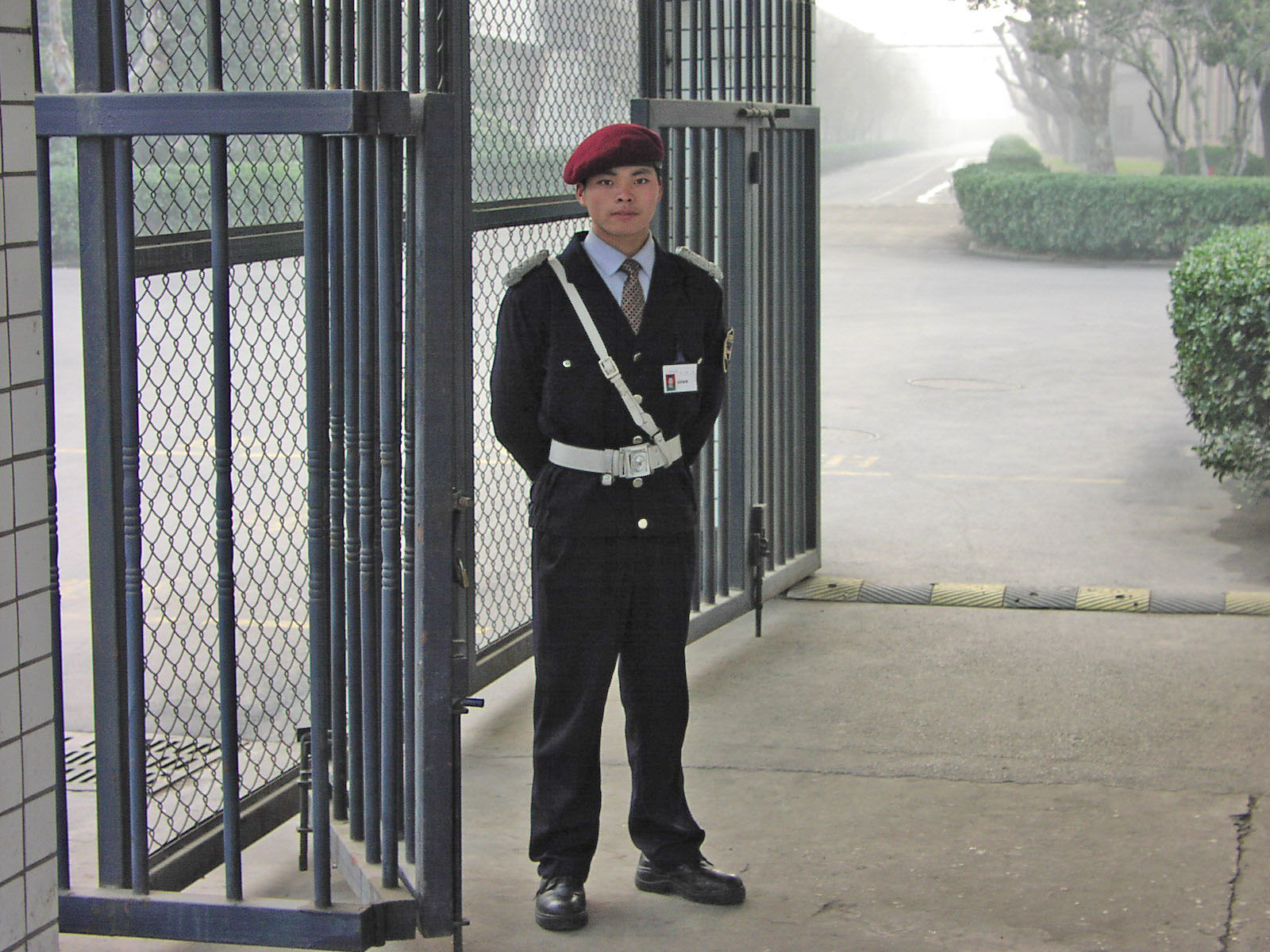
En privat väktare.

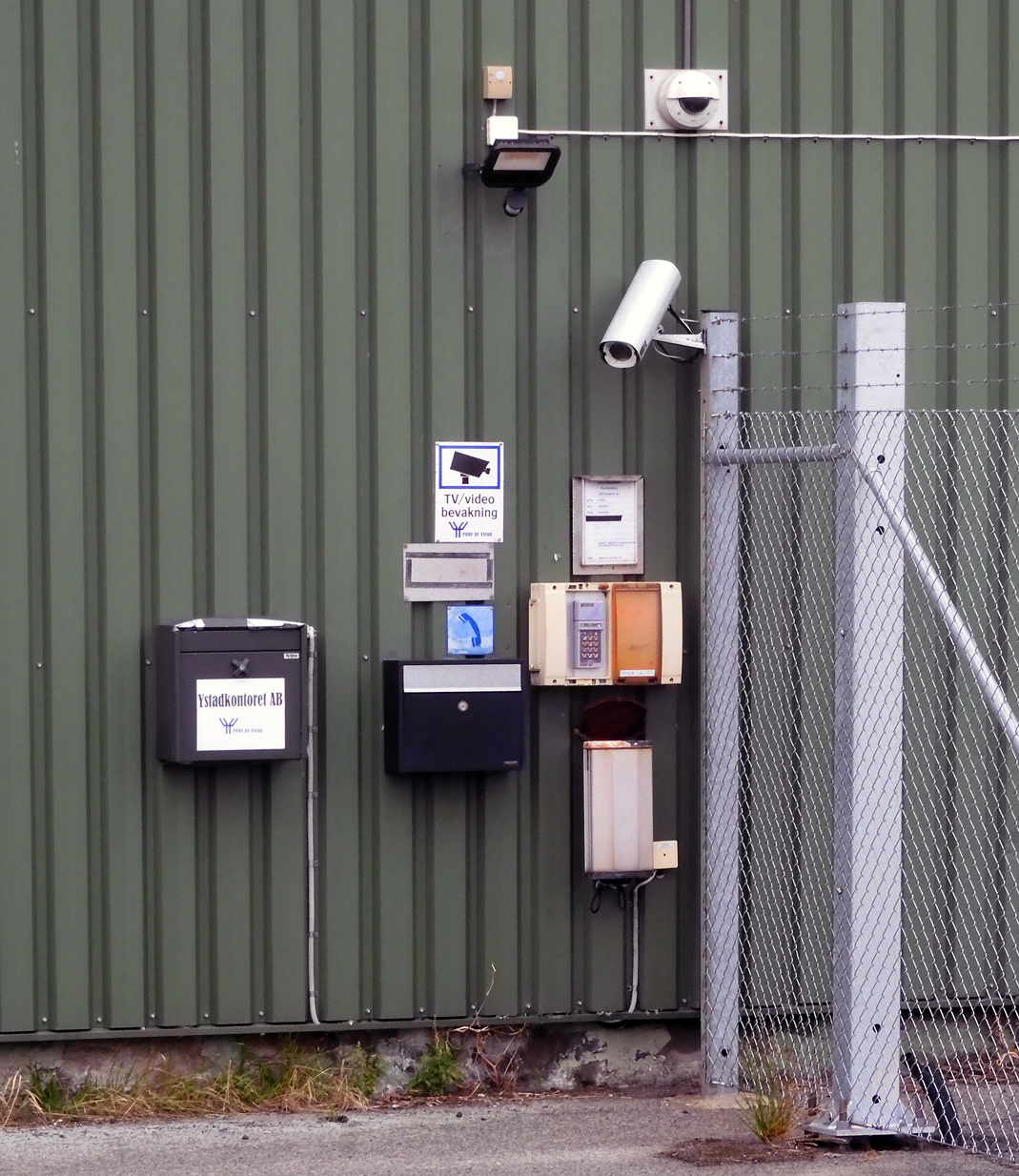
En videobevakad ingång till ett företag.

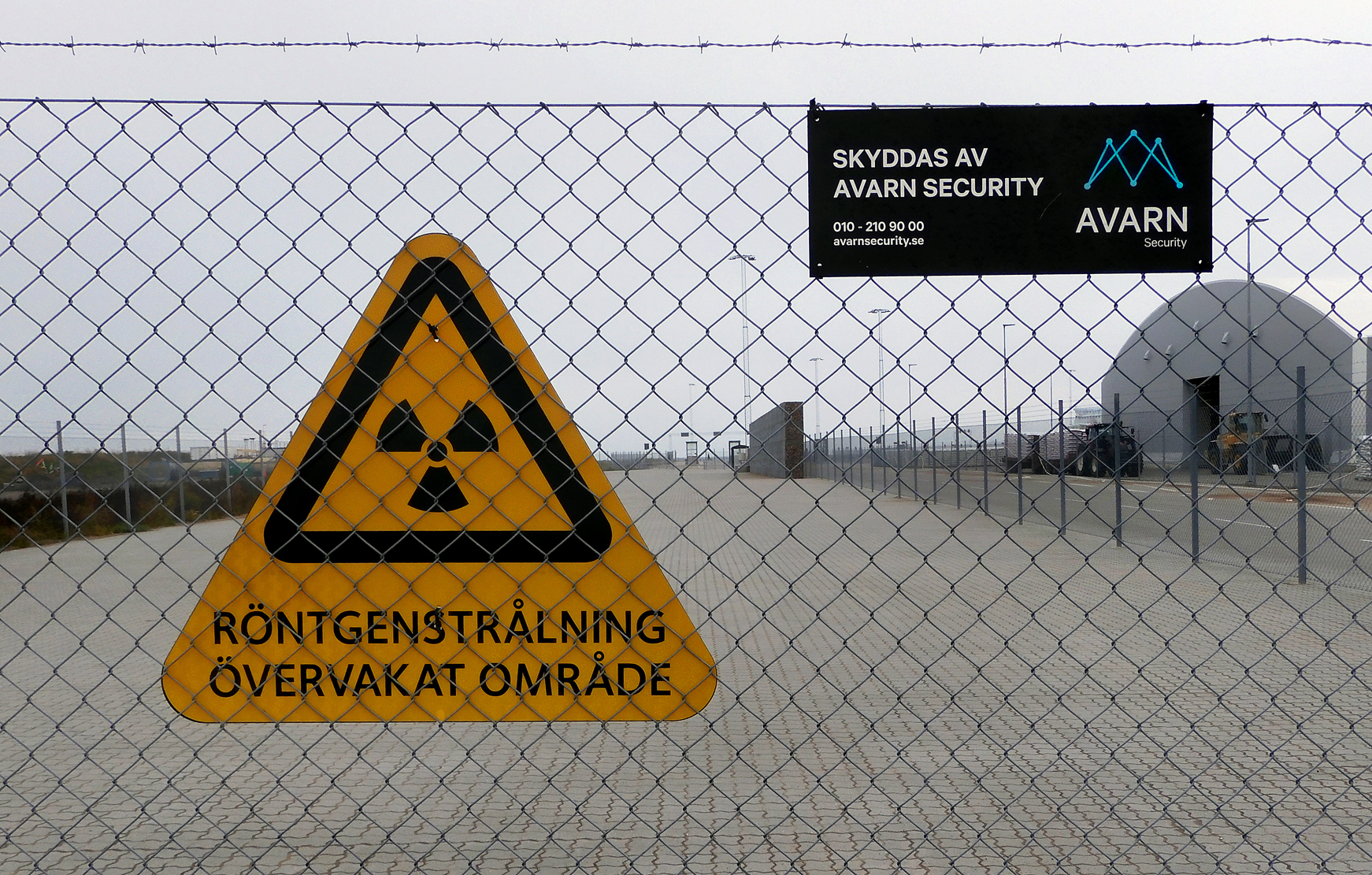
Ett av Avarn Security bevakat område för röntgen av fordon i Ystads hamn.

Bevakningsföretag är företag som mot avgift tillhandahåller bevakningstjänster för privata och offentliga kunder. Då verksamheten tangerar det statliga våldsmonopolet är dessa företag i de flesta länder föremål för omfattande lagregleringar, ofta med krav på statligt godkännande av företag och/eller personal.
Till bevakningstjänsterna kan räknas tillträdesskydd, parkeringsövervakning och brand- och stöldskydd. Dit hör även patrulleringsverksamhet, larmtjänst, personskydds- och skyddshundtjänster.

## Svenska bevakningsföretag
Lag om bevakningsföretag (1974:191) (BevL), Förordning till lag om bevakningsföretag (1989:149) (BevF) och Rikspolisstyrelsens föreskrifter och allmänna råd till lagen (1974:191) och förordningen (1989:149) om bevakningsföretag (FAP 573-1) reglerat bevakningsföretagens verksamhet.  Staten har med stöd av samma författningar även rätt till insyn och kontroll av bevakningsföretagens verksamhet vilket i dagsläget sker genom länsstyrelsernas försorg. 
Bevakningsföretag utför yrkesmässig bevakning för annans räkning. Förenklat innebär detta att ett företag räknas som ett bevakningsföretag om det utför olika former av kontrollverksamhet (för att skydda mot brott, brand och olyckor) åt ett annat företag eller person mot betalning. Uppfyller ett företag ovanstående villkor måste de först söka tillstånd för sin verksamhet, en så kallad auktorisation. Den som bedriver bevakning utan sådant tillstånd kan dömas för Olaglig bevakningsverksamhet (BevL 14 §).

### Auktoriserade bevakningsföretag
Auktoriserade bevakningsföretag (i dagligt tal vaktbolag) tillhandahåller bevakningstjänster i form av väktare eller bevakningsteknik, främst inbrottslarm. Bevakningsföretagen tillhandahåller ofta även tjänster som inte kräver auktorisation, till exempel fastighetsskötsel. Bevakningsföretagen är auktoriserade av respektive länsstyrelse. Särskilt tillstånd krävs för vissa verksamheter, till exempel uthyrning av livvakter.

### Certifierade bevakningsföretag
Sedan våren 2006 finns ett enhetligt sätt att bestämma om ett bevakningsföretag uppnår de kvalitetssäkringskrav som samhället har rätt att kräva. Ett certifierat bevakningsföretag är ett kvalitetsmärkt företag. SSF (Svenska Stöldskyddsföreningens) norm 1063 är ett sätt för kunder som skall inhandla säkerhetstjänster att försäkra sig om bevakningsföretagens kvalitetsnivå avseende personal, säkerhet för förvaring och hantering av kunders egendom, bevakningsföretagets ekonomi, ledningssystem och internkontroll. Det första bevakningsföretaget i Sverige som certifierade sig 2006 var Sydsec Bevakning AB.

### Bevakningsmarknaden i Sverige
I dag finns det ca 850 st. företag med olika typer av auktorisation (även inkluderat företag som monterar larm, inbrottsskydd etc.). Antalet väktare och ordningsvakter beräknas vara cirka 30 000 (cirka 12 000 heltidstjänster). Bevakningsföretagen/marknaden växer i genomsnitt med cirka 5 % varje år.
Ordningsvakter anställda av auktoriserat bevakningsföretag arbetar oftast vid sjukhus, inomhuscentrum, i kollektivtrafiken, i gallerior och liknande. Dessa ordningsvakter bör alltid vara väktarutbildade i grunden samt innehar andra typer av säkerhetsutbildningar.
En civil skyddsvakt, det vill säga en skyddsvakt anställd av ett privat bevakningsföretag som till exempel Securitas, LarmAssistans eller Avarn, är utrustad med batong samt handfängsel, och vid särskilda platser även pistol och/eller OC-spray.